# Heteronyx suavis
Heteronyx suavis är en skalbaggsart som beskrevs av Blackburn 1909. Heteronyx suavis ingår i släktet Heteronyx och familjen Melolonthidae. Inga underarter finns listade i Catalogue of Life.